# Jacob Andersen
Jacob Florentin Andersen (Galten, 26 gennaio 2004) è un calciatore danese, difensore dell'Aarhus.

## Carriera

### Club
Andersen è cresciuto nel settore giovanile dell'Aarhus ed ha debuttato in prima squadra il 24 maggio 2021 nell'incontro di Superligaen perso 4-0 contro il Midtjylland. Utilizzato esclusivamente nelle formazioni giovanili per le due successive stagioni, nel febbraio del 2023 ha firmato il suo primo contratto professionistico ed è stato promosso stabilmente in prima squadra.

### Nazionale
Ha giocato nelle nazionali giovanili danesi Under-18, Under-19, Under-20 ed Under-21.

## Statistiche

### Presenze e reti nei club
Statistiche aggiornate all'11 novembre 2024.
| Stagione        | Squadra         | Campionato      | Campionato | Campionato | Coppe nazionali | Coppe nazionali | Coppe nazionali | Coppe continentali | Coppe continentali | Coppe continentali | Altre coppe | Altre coppe | Altre coppe | Totale | Totale | Totale |
| Stagione        | Squadra         | Comp            | Pres       | Reti       | Comp            | Pres            | Reti            | Comp               | Pres               | Reti               | Comp        | Pres        | Reti        | Pres   | Reti   |        |
| --------------- | --------------- | --------------- | ---------- | ---------- | --------------- | --------------- | --------------- | ------------------ | ------------------ | ------------------ | ----------- | ----------- | ----------- | ------ | ------ | ------ |
| 2020-2021       | Aarhus          | SL              | 1          | 0          | CD              | 0               | 0               | -                  | -                  | -                  | -           | -           | -           | 1      | 0      |        |
| 2021-2022       | Aarhus          | SL              | 0          | 0          | CD              | 0               | 0               | -                  | -                  | -                  | -           | -           | -           | 0      | 0      |        |
| 2022-2023       | Aarhus          | SL              | 0          | 0          | CD              | 0               | 0               | -                  | -                  | -                  | -           | -           | -           | 0      | 0      |        |
| 2023-2024       | Aarhus          | SL              | 19         | 0          | CD              | 6               | 0               | UECL               | 0                  | 0                  | -           | -           | -           | 25     | 0      |        |
| 2024-2025       | Aarhus          | SL              | 15         | 0          | CD              | 2               | 0               | -                  | -                  | -                  | -           | -           | -           | 17     | 0      |        |
| Totale carriera | Totale carriera | Totale carriera | 35         | 0          |                 | 8               | 0               |                    | 0                  | 0                  |             | -           | -           | 43     | 0      |        |